# 松下ゆうか
松下 ゆうか（まつした ゆうか、1979年7月7日 - ）は、日本のAV女優。

## 略歴・人物
2005年にAVデビュー。
2007年10月頃から「愛乃彩音（あいの あやね）」として活動。また、その期間中に「藤咲ゆうか（ふじさき ゆうか）」の名前も使われた。2008年12月には、再び「松下ゆうか」に名前を戻している。

## 出演作品

### アダルトビデオ

#### 松下ゆうか 名義
2005年
- 演出なし!自分の部屋でいつものオナニー（4月12日、V&Rプロダクツ）他出演:萩原めぐ、小泉キキ、安堂結衣、藤沢美々
- 街でうわさの中出しギャル 2（6月10日、隼エージェンシー）他出演:平尾ゆみ、七海ここな、藤崎美鈴、吹石恵、乙女梨緒
- レズビアン・ジェラシー（8月9日、プールクラブ・エンタテインメント）共演:亜佐倉みんと、里美りん
- 酔娘伝 十五章（9月2日、桃太郎映像出版）他出演:若林樹里、舞乃るあ
- 丸の内OL不法投棄（10月14日、ビッグモーカル）他出演:酒井楓、里美りん、純菜ひとみ
- 美人教師狩り 4（10月21日、クリスタル映像）他出演:松葉まどか、宝田まりあ、白鳥るり、松坂樹梨、真田ゆかり、土屋まみ、夢咲こよい、風間ゆみ、倖田李梨、菊川リオ、神崎京子
- 人妻暴行 理性を狂わす人妻3時間（10月28日、ビッグモーカル）他出演:中条つばさ、水島なつき、朝倉みお、舞野るあ、大塚ちさと
- ナンパレイプ中出し 2 ナンパされて中出しされた6人のギャル（11月15日、隼エージェンシー）他出演:安倍麻沙美、森下彩、白鳥あきら、奈月やよい、進藤美雪
- 発情パフォーマンス 硬いチ○コを欲しがる6人の女たち（11月15日、隼エージェンシー）他出演:白鳥あきら、桜田さくら、椎名実果、奈月やよい、川村優衣
- バイブの虜 16（11月19日、プールクラブ・エンタテインメント）他出演:早川凛、鮎川るい、亜佐倉みんと、水森裕子、山口みのり、大粒るい、城エレン、成川友美、里美りん
- オナニスト -第12章-（12月5日、隼エージェンシー）他多数出演
- 超インラン願望 私をアブノーマルにしてください（12月5日、隼エージェンシー）他出演:安倍麻沙美、富永ルナ、綾原みづほ
- ぶっとばしマ〇コ 2（12月19日、ドグマ）他出演:華純、木村彩、桜沢まひる

2006年
- 絶対M女!? 突然の電マ失礼します 総勢57回 絶頂イキまくり（3月17日、映天）他出演:島崎葵、一色まこと、木村藍、里美りん、山崎恭香
- くねるムチムチお姉さんと密室デート 4（4月10日、AVS）
- 膣内注入 中出し専用マンコ（5月1日、ワンズファクトリー）
- パイパン娘。3 パイパン大運動会（6月13日、カルマ）共演:こずえ、柴田ゆな、海老原かおり、安倍千夏、山崎恭香、葉山真琴、福橋由芽
- ザ・カメラテスト なめていい? あ!そこは 濡れてるからダメ! まわりにしてください（6月23日、アテナ映像）他出演:里美りん、天宮はるみ、深谷あおい、さやか
- 浣腸遊戯 11（7月1日、グローリークエスト）
- くねるパンストお姉さんと温泉デート（7月10日、AVS）
- AV撮影現場の裏側全て見せます! 盗撮! 激撮!（裏）パイパン大運動会（7月13日、カルマ）…共演:こずえ、柴田ゆな、海老原かおり、安倍千夏、山崎恭香、葉山真琴、福橋由芽 ほか
- 狙われた美人妻 陵辱アナル中出し（8月17日、ヒビノ）
- 乳んプイプイ? 絶景超乳（8月24日、メディアバンク）他出演:城戸あやか、みなとあゆみ、大城楓、ひなこ
- 女子校生監禁凌辱 鬼畜輪姦バスジャック 特別編（9月7日、アタッカーズ）共演:月神サラ、椎名りく、長谷川あゆみ ほか
- 火花散る淫ら美人 26歳から43歳まで（9月16日、ぴあす）他出演:望月加奈、葉山遥子、青木美里、川島れいこ ほか
- やっぱ!3Pでしょ 3PがしたくてAVに出演した素人ギャルたち（10月10日、クリスタル映像）他出演:安倍麻沙美、冨永ルナ、綾原みづほ、桃井リカ、柚原まこと、国分まこ、星野なつ
- 浣腸志願の女（10月27日、シネマジック）
- 社内公然ワイセツ! 夢のモテモテ大乱交（11月1日、MOODYZ）共演:常夏みかん、進藤理紗、星永あゆみ、月澤ひとみ
- 集団痴女バス DX（12月20日、イマージュ）共演:あびる、畑野れん、倉田杏里、RIRICO 他出演:森下さやか、雪見ほのか、矢田あき、宮良ちせ ほか

2007年
- M（4月20日、映天）
- 不倫旅行 欲情温泉記 PART.1（6月1日、映天）
- 悩殺的痴女遊戯 第十二章 可愛いけど実はドスケベナース、Dカップゆうか23才（7月4日、AVS）
- つるまんの妻たち 第一章（7月19日、JFC）他出演:伊沢夕、那月りの
- おんなだし汁痴獄 ディレクターズカット 完全版（8月1日、シネマジック）他出演:木崎明夏、柚木ひかる、松村かすみ、浜崎れいか、王玲、風野チカ
- 不倫旅行 欲情温泉記 PART.2（8月10日、映天）
- 深夜タクシー後部座席 隠しカメラ アベックたちの淫行（9月25日、FAプロ）他出演:結衣美沙、望月加奈、織倉真琴、宮沢ゆうな、桜井あきら、渋谷あかね、赤坂ルナ

2008年
- 激淫 人妻OLの飢えた性欲（12月25日、プラネットプラス）

2009年
- 我慢できない欲望 昏睡フェチズムレイプ（1月25日、シネマ・コーポレーション）他出演:倖田李梨
- 人妻の性 第2弾 ゆうかさん（1月29日、光夜蝶）
- 禁断のヨガ 〜絡み合う粘液〜（3月6日、アウダースジャパン）共演:倖田みらい、東野愛鈴、桃咲まなみ
- DOKIレズ 32（3月6日、アウダースジャパン）共演:桃咲まなみ 他出演:倖田みらい、東野愛鈴
- あのスケベな巨乳お姉さんは、アイツの会社の秘書らしい。6（3月30日、WEEKENDER）
- 美熟女が拘束され加藤鷹にイカサレまくるビデオ!（4月13日、溜池ゴロー）
- 肉体謝罪 3 セレブ妻の過ち（4月16日、グローリークエスト）
- 尻伝説（4月22日、実録出版）
- 顔騎圧迫 妖艶美熟女八人股間圧着編（5月15日、実録出版）他出演:高倉梨奈、翔田千里、南原香織、浅倉彩音、壇杏奈、白川莉紗 ほか
- 性・愛人 〜誘うオンナ〜 欲望の罠（5月25日、シネマ・コーポレーション）他出演:神崎レオナ
- 世界で一番卑猥な接吻 3（5月25日、ながえスタイル）他出演:佐伯奈々、川上ゆう、艶堂しほり、真心実
- 人間凶器 廃人file.3（5月25日、しのだプロジェクト）
- チ◯ポ好きの極エロ変態女 超ド級淫乱リアル痴女（5月28日、WEEKENDER）
- 禁断な従姉妹同士の関係（6月5日、アウダースジャパン）共演:星優乃、鈴木ありす、小泉梨菜
- DOKIレズ 35（6月5日、アウダースジャパン）共演:小泉梨菜 他出演:星優乃、鈴木ありす
- 女教師悶絶フィスト教室（6月13日、マルクス兄弟）
- 宴 UTAGE（6月19日、映天） ※監督・出演
- URA-UTAGE（6月19日、映天） ※監督・出演
- FUJIKO Di3 Limited Edition 001（6月25日、デジタルアーク）
- 三穴同時発射 No.006（7月19日、桃太郎映像出版）
- 淫語中出しソープ 7（8月13日、AVS）
- 夢を叶えるセックス ドスケベ女がやりたい放題!（8月25日、ながえスタイル）他出演:村上涼子、川瀬さやか、艶堂しほり、真心実
- ゲロスカ痴女 松下ゆうか「人間崩壊シリーズ02」（8月28日、ラッシュ）
- 熟尻痴女が美少年のアナルを犯す!（9月1日、AVS）
- 潮吹き乱れ妻（9月26日、ドリームステージエンタテインメント）共演:あつこ
- 背徳の親子物語（9月26日、小林興業）共演:敦子
- 女の悶絶 マスターベーション（10月1日、AVS）他出演:山口真理、真咲南朋
- 至極の楽園 未亡人下宿 未亡人ゆみと4人の下宿人（10月7日、桃太郎映像出版）共演:風間ゆみ、茅ヶ崎ありす、沢尻もえ、唯沢まひる
- すけべな息子に義母はメロメロ 16（10月9日、東京音光）共演:葉月るい
- 元祖! ふたなりオナニー&ふたなりレズSEX（10月13日、AVS）他出演:佐伯奈々、あすかみみ
- 緊縛折檻夫人 2（10月23日、大洋図書）
- LuvCream Di3 LIMITED EDITION 002（10月25日、デジタルアーク）監督・共演:真咲南朋
- フェティッシュ・コスチュームワールド Ver.2（11月1日、AVS）他出演:森下さやか、桜月舞、橘未希、立花瞳、松本亜璃沙、紫彩乃、夢咲こよい
- 不倫の密室 人妻恥情現場（11月13日、シネマ・コーポレーション）他出演:上原優
- 女に虐められる女たち S女M女同性調教秘宝館 （12月1日、シネマジック）…他出演:小室芹菜、姫咲しゅり、ささきふう香、みずなあんり、坪井あみか、阿当真子（合沢萌）、池野朋、早坂純、浅井千尋、今井ゆり、若槻朱音、若瀬まどか、後藤亜美、常磐エレナ
- 授乳の時間（12月3日、グローリークエスト）他出演:広瀬ゆな、宝生優果
- 下品な女の痴態遊戯（12月19日、ゲロニア）他出演:氷川レナ
- 夫の知らない真実 若妻たちの裏の顔（12月25日、シネマ・コーポレーション）他出演:赤西涼、杏あづさ、@YOU、瀬戸内沙織、真咲南朋

2010年
- 限界調教 2（1月1日、中嶋興業）
- ナメクジ舌（1月7日、グローリークエスト）他出演:広瀬ゆな、細川まり、宝生優果、美原咲子、桐原あずさ
- 伝説のゴックン!なんでもできるピンサロ嬢（1月21日、ラッシュ）
- パンストティーチャー（2月18日、グローリークエスト）
- 松下ゆうかスペシャル ディレクターズカット 永久保存版 琢斗が愛した女たち Vol.2（4月19日、AVS）

2011年
- 超人気女優・超ボリューム・超ハード2穴FUCK150作品16時間 （1月19日、ROOKIE）他多数出演

#### 愛乃彩音 名義
2007年
- 鳶職の女 高所の足場でとびっきりFUCK♥（10月18日、Hunter）…共演:高瀬七海
- THE ヘンタイ 7（10月27日（レンタル）／11月30日（セル）、クリスタル映像）他出演:那月りの、春うらら、水森あおい、旭るみね、叶井梓
- 私は痴女 第50報告書 初志姦徹（11月17日（レンタル）／12月21日（セル）、クリスタル映像）他出演:藤本さおり、紺野りさ子、永井レイカ、三好さくら、EMIRI
- 強制フェラ・中出し・アクメ 捕虜収容所 3（11月19日、ドグマ）共演:瞳れん、Rico
- 人妻面接 VOL.2（11月20日、大洋図書）他出演:城本久美、宮戸織江、上原リナ
- 私が、壊した男。3 顔騎を愛するインテリマゾへ…（12月20日、大洋図書）

2008年
- 中出しお義母さんが教えてあげる 禁断の義母膣出し 3時間（1月11日、ビッグモーカル）他出演:望月加奈、麻生岬、坂上友香、魚住里奈、川瀬さやか
- 人妻穴姦（1月19日、桃太郎映像出版）
- 中出しバトルロイヤル（2月1日、MOODYZ）共演:大塚ひな、水上結衣、アゲハ、泉まりん、春妃いぶき、優希あさみ、笠木あやか、水原ひめ、沢尻もも美、那月りの、大石ひとみ
- ハードフィストイキッパ!（2月21日、グローリークエスト）※「愛乃“PUSSY”彩音」名義
- 拘束フィストファック 5 ガバまん拡張（3月1日、CORE）
- 接吻や乳首舐められながら手コキされた僕。2（3月1日、ワンズファクトリー）他出演:浜崎りお、妃乃ひかり、寧々、沢尻アヤカ、愛沢ひな、鮎川なお、一色あかね、羽田夕夏、南野みるく
- アニマルアナルエクスタシー（3月1日、ANIMALIJO）
- 巨乳妻中出し（3月11日、イエローダック）他出演:水元えり
- シゴいてあげない 3 〜ビキニブリーフ焦らし（3月13日、アロマ企画）他出演:華咲りょう
- 美熟女と黒人（4月7日、マドンナ）
- 中出し人妻暴行 怒りを膣で受け止めな!!3時間（4月11日、ビッグモーカル）他出演:翔田千里、麻生岬、坂本梨沙、魚住里奈、南沙也香
- N.B.F（Nusty Butt Fuckers） CLUB（4月13日、アロマ企画）他出演:吉川ゆい、石原あすか、小日向ゆい、柳原ルミコ
- 女の不幸・全記録 2 強盗、輪姦、猥褻事件。（4月15日、大洋図書）
- ピストン騎乗位 4（4月25日、アロマ企画）他出演:青山雪菜、小阪ルリ、片瀬マリア、稲森さやか
- 溢れだす美熟女の泉 〜おもらし若奥さん・彩音〜（5月7日、マドンナ）
- 喪服未亡人堕ちる… 汚された美しき肉体（5月15日、ネクストイレブン）他出演:綾女
- 美人団地妻の生中出し 3（5月20日、ネクストイレブン）他出演:福島潤子、綾女
- 女探偵媚肉残酷物語 悲惨なる生贄 第一話 慟哭の強烈淫猥ボディー（5月31日、ベイビーエンターテイメント）
- アナル奴隷夫人（6月7日、マドンナ）
- ドSお姉さん2人に連続で抜かされ続ける僕。（8月1日、ワンズファクトリー）共演:新垣さくら
- 張り型チンポ自慰（8月1日、ワンズファクトリー）他出演:星野あかり、大沢佑香、妃乃ひかり、北島玲、小栗杏菜、夏川亜咲、辻さき、堀口奈津美、浅田ちち、須真杏里、新垣さくら、桐島冴子
- 突然2回連続でしゃぶられちゃった僕。その3（8月13日、アロマ企画）他出演:華咲りょう、横山翔子、姫野京香、宮野誉
- Shake Body Ver.7（8月13日、AVS）
- 飲精飲尿変態女（9月13日、アロマ企画）
- 誘拐・姦禁・レイプ 熟れた肉体は男を誘う（9月25日、シネマ・コーポレーション）共演:竹下なな
- 「熟女の口はもっと嘘をつく。」 熟雌女anthology #037（9月19日、アウダースジャパン）
- 下剤・お漏らし・羞恥アクメ 下剤服用・浣腸・排泄我慢・アナル責め（10月19日、ドグマ）
- 淫乱団地妻 理事長の不倫盗撮（10月25日、ながえスタイル）他出演:北島玲、葦沢鳴海
- 狙われた女たち ダマされてレイプ（10月25日、ながえスタイル）他出演:北島玲、青空のん、花純
- 女まみれの四畳半 ボロアパートレズ（10月25日、ながえスタイル）…共演:寺澤しのぶ、倖田李梨、水澤りの
- 獣人輪姦アクメ ライオン 豚 馬（11月20日、SODクリエイト）他出演:綾瀬メグ、泉まりん
- ザーメンBARの超No.1ホステス 濃い〜精子しか飲みません!（11月21日、映天）
- 鬼畜調教 新人OL浣腸レイプ（11月2日、CORE）…共演:はるか悠、一ノ瀬カレン、ミムラ佳奈 ※AVグランプリ2009 エントリー作品
- 淫虐の系譜 犬飼家の一族 2（12月1日、シネマジック）…共演:今井ゆり
- TWINフィストファック 〜2匹の肉便器〜（12月1日、ワンズファクトリー）…共演:藍花
- 非日常的悶絶遊戯 第九十五章 病院勤務の介護士、彩音の場合（12月1日、AVS）
- 女教師浣腸 2（12月4日、アイエナジー）

2009年
- 人妻浣腸悦虐（1月1日、シネマジック）
- 舐め女（1月16日、映天）他出演:星優乃、雪野ひかる、神谷みさと、榎本弥生
- 若妻達の情事 3（1月23日、トップ・マーシャル）他出演:望月ゆみ
- 天才痴女!寸止めザーメンクリニック 上巻（3月6日、映天）共演:北崎未来
- フェラコレ 熟女編 4 21人のフェラマダム（3月15日、隼エージェンシー）他20名出演
- 天才痴女!寸止めザーメンクリニック 下巻（3月20日、映天）共演:北崎未来
- 即尺精飲公衆便女（4月3日、映天）他出演:星優乃、雪野ひかる、高坂保奈美、神谷みさと、藤宮櫻花
- 人妻マガジン 創刊号（5月19日、桃太郎映像出版）他出演:風間ゆみ、白鳥美鈴、圭子、葉月カンナ
- 緊縛イラマチオ 3 10人の口便器女（6月1日、CORE）他出演:浅岡沙希、北野リカ、後藤さなえ、西木美羽、崎江田尚美、夏川あさみ、真崎寧々、松浦らん、観月さな
- CineMagic DVD ベスト30 No5 （10月1日、シネマジック）…他出演:篠原ケイ、真野沙代、花宮あみ、柳田やよい、川上ゆう、宮崎あい、前野美伽、葵みちる、新垣さくら、水上結衣、藍花、久我舞、樹林れもん、浅井千尋、長谷川美紅、若槻朱音、白河ゆりか、円城ひとみ、ゆめのみみ、結城綾音、柿本真緒、黒澤エレナ、青山亜里沙、他
- エネマ痴帯EX9 （12月1日、シネマジック）…他出演:若槻朱音、早崎れおん、田中歩、前野美伽、竹田千恵、花宮あみ、水上結衣、樹林れもん、雪乃みお、柿本真緒、愛良ひより、浅井千尋

#### 藤咲ゆうか 名義
2007年
- スーパーGスポットSP VOL.30（8月10日、クリスタル映像）他出演: 高城梨沙、藤谷リリ、白石このみ、上原千夏
- パンストフェティッシュ Ver.6 セクシー秘書のゆうかちゃんはノーパンパンストのムチムチヒップ（11月1日、AVS）
- 電動肉棒調教 バイブ白書スペシャル（12月1日、AVS）他出演:あずま樹、持田茜、友田真希、泉まりん、坂本梨沙

### 成人映画
- 好きもの家系 とろけて濡れる（2008年11月14日公開、オーピー映画）…共演:結城リナ、友田真希 ※「愛乃彩音」名義

### テレビ番組
- 『ぷっ』すま （2008年12月23日放送、テレビ朝日）

### 映画
- 特命係長 只野仁 最後の劇場版 （2008年12月8日公開、松竹）

### 舞台
- アフリカ座VIVID COLOR vol.4「Re:born〜リボン〜」（2012年2月11日-14日、TACCS1179）